# Flesh Made Sin
Flesh Made Sin ist eine niederländische Thrash-Metal-Band aus Tilburg, die im Jahr 1999 gegründet wurde.

## Geschichte
Die Band wurde im Juni 1999 von Sänger und Gitarrist Twan van Geel und Gitarrist Björn van Hamond gegründet. Schlagzeuger Marco Stubbe und Bassist Marc van Stiphout komplettierten die Besetzung kurze Zeit später. Es folgten die ersten Live-Auftritte und im Mai 2000 das Demo namens Scenery of Death. Es folgten Auftritte zusammen mit Asphyx, Darkane, Nuclear Assault, The Haunted, Occult und God Dethroned.
Im Mai 2002 veröffentlichte die Band die EP Masterwork in Blood. Im Mai 2004 hielt die Band eine Tour mit Dismember und Callenish Circle durch die Beneluxstaaten. Außerdem erreichte die Band einen Vertrag mit Karmageddon Media und nahm das Debütalbum Dawn of the Stillborn auf. Der Veröffentlichung folgte eine kleine Tour zusammen mit Macabre und Prostitute Disfigurement. Zudem trat die Band in diversen Clubs und auf diversen Festivals auf. Im Jahr 2006 begannen die Arbeiten zum nächsten Album namens The Aftermath of Amen. Das Album wurde von Schlagzeuger Marco Stubbe produziert und von Jacob Hansen gemastert. Im Mai 2009 erreichte die Band einen Vertrag bei Neurotic Records und veröffentlichten bei diesem Label im Jahr 2010 das Album Dawn of the Stillborn aufgrund des zehnjährigen Bestehens der Band erneut.
Im selben Jahr begann die Band mit den Arbeiten zum neuen Album Delirigion. Das Album wurde im Aftermath Studio von Marco Stubbe aufgenommen und abgemischt. Gemastert wurde das Album in Tore „Necromorbus“ Stjernas Necromorbus Studio in Schweden.

## Stil
Die Band spielt klassischen Thrash Metal, wobei dieser einen aggressiven Klang hat. Außerdem werden groovende Passagen eingestreut.

## Diskografie
- 2000: Scenery of Death (Demo, Eigenveröffentlichung)
- 2002: Masterwork in Blood (EP, Thrashing Hell Records)
- 2003: Promo 2003 (Demo, Eigenveröffentlichung)
- 2004: Dawn of the Stillborn (Album, Karmageddon Media)
- 2008: The Aftermath of Amen (Album, Karmageddon Media)